# Narakot
Narakot (nep. नरकोट) – gaun wikas samiti w zachodniej części Nepalu w strefie Karnali w dystrykcie Jumla. Według nepalskiego spisu powszechnego z 2001 roku liczył on 581 gospodarstw domowych i 3238 mieszkańców (1571 kobiet i 1667 mężczyzn).